# Mesochorus vejanus
Mesochorus vejanus är en stekelart som beskrevs av Schwenke 1999. Mesochorus vejanus ingår i släktet Mesochorus och familjen brokparasitsteklar. Inga underarter finns listade i Catalogue of Life.